# LEE (漫画家)
LEE（りー）は、日本の漫画家。男性。兵庫県出身。主に成人向け漫画を執筆している。

## 概要
1998年、個人サークル「Colt（コルト）」で同人活動を開始する。
2004年、「ぷらいべーとレッスン」で『ひな缶Hi!』vol.5（茜新社）より商業誌デビューし、その後継誌である『COMIC RIN』（茜新社）にて活躍する。主にロリータ系の作品や、動物の耳が生えた少女達が登場する作品を多く発表している。
ペンネームの由来は自身がプレイする対戦格闘ゲームの愛用しているキャラクターの名前を拝借したとの事だが、具体的に何のキャラクターかは不明。

## 作品リスト

### 単行本
1. 『みにみみ』 2006年7月15日発行[5]（同日発売[6]）、茜新社〈TENMA COMICS〉、ISBN 4-87182-857-3
2. 『突撃となりのお兄ちゃん』 2007年5月18日発行[5]（同日発売[6]）、茜新社〈TENMA COMICS〉、ISBN 978-4-87182-913-7
3. 『ケモミミ温泉へようこそ』 2010年9月17日発売[6]、茜新社〈TENMA COMICS〉、ISBN 978-4-86349-177-9

### 単行本未収録作品
- COMIC RIN（茜新社）
  - 小悪魔えっち♥ （Vol.5, 6、2005年5, 6月）[7]
  - こすぷれしましょ （Vol.12、2005年12月）[7]
  - きまぐれサンタ （Vol.13、2006年1月）[8]
  - ポチのワンワン物語 （Vol.16、2006年4月）[8]
  - 真夏の夜の夢 （Vol.20、2006年8月）[8]
  - きまぐれサンタ （2007年1月号）[9]
  - 抱きマクラ モコちゃん （2007年3, 4, 6 - 8月号）[9]
  - ちびあね （2009年2月号）[10]
  - ケモミミ早起き大作戦 （2011年8月号）[11]